# Paul Pellisson
Paul Pellisson Fontanier (30 de octubre de 1624 - 7 de febrero de 1693) fue un autor y académico francés.
Nació en Béziers, Languedoc-Rosellón, formando parte de una distinguida familia calvinista. Estudió derecho en Toulouse, y practicó la abogacía de Castres. 
Yendo a París con las cartas de introducción a Valentin Conrart, un amigo calvinista, fue presentado a los miembros del Academia Francesa. Pellisson emprendió la tarea ser su historiador, y en 1653 publicó una relación que contiene la historia de la institución. Fue recompensado con una promesa del siguiente lugar vacante y el permiso de estar presente en las reuniones. Ocupó el asiento número 34 a partir de 1653, en la segunda generación de miembros electos.
- Datos: Q1368276